# Prêmio Off Flip de Literatura
O Prêmio Off Flip de Literatura é um prêmio literário mantido pela editora Selo Off Flip. Esta premiação busca estimular a criação em língua portuguesa desde 2006. Ele foi criado no contexto da Off Flip, evento paralelo e complementar à Festa Literária Internacional de Paraty (FLIP) que reuniu escritores do Brasil e do exterior em saraus, lançamentos e mesas de debate.
Este evento foi idealizado e fundado pelo escritor Ovídio Poli Júnior, que foi curador da Off Flip, tendo revelado diversos escritores como o poeta, contista e dramaturgo mineiro Éder Rodrigues, a escritora fluminense Tereza Malcher, o escritor paraibano Tiago Germano e a escritora paulista Isabel Cintra.
https://www.selo-offflip.net/poesia
Desde 2014, o Prêmio Off Flip de Literatura passou a integrar a programação da Off Flip das Letras, o evento paralelo que ocorre anualmente em Paraty.

## Obras vencedoras
Lista dos vencedores desde o início do prêmio:
| Ano   | Autor | Cidade | Título | Categoria                                                                                                   |
| ----- | --- | --- | --- | --- |
| 2006. | 1.º Edson Bueno de Camargo 2.º Sérgio Bernardo 3.º José Carlos Mendes Brandão 4.º Jorge de Barros 5.º Marcos Pamplona 6.º Luiz Carlos de Moura Azevedo 7.º Eneida Coaracy 1.º Jacira Diniz 2.º Jorge Adolfo 3.º Marcos Irine                                              | Mauá, São Paulo · Nova Friburgo, Rio de Janeiro · Bauru, São Paulo · Mauá, São Paulo · Curitiba, Paraná · São Paulo, São Paulo · Brasília, Distrito Federal · Paraty, Rio de Janeiro · Paraty, Rio de Janeiro · Paraty, Rio de Janeiro                                                                              | De um fragmento Ciclo Bueno Brandão, Mg Há rostos como se fossem calcanhares A sombra na terra O tamanho das formigas Olho de ciclone Ciclo Terra Cidade à toa                 | Poesia (Nacional-Exterior) Poesia (Nacional-Exterior) Poesia (Local)                                        |
| 2007. | 1.º Luis Vassallo 2.º Katia Gilaberte 3.º Maurício Decker 1.º José Tadeu Saraiva 2.º Indalécia Campos Freire (“Lelé”) 3.º Jacira Diniz | São Paulo, São Paulo · Dacar, Senegal · Curitiba, Paraná · Paraty, Rio de Janeiro · Paraty, Rio de Janeiro · Paraty, Rio de Janeiro | Desconstrução Travessia O mestre canoeiro A caixa Recado do mar Encanto | Conto (Nacional-Exterior) Conto (Nacional-Exterior) Conto (Local)                                           |
| 2008. | 1.º Flávio de Barros 2.º Alexis Peixoto 3.º Fernanda Siqueira 1.º Marina Gouvêa do Nascimento 2.º Célia Flud 3.º José Bittencourt 1.º Raimundo de Moraes 2.º Márcia Maia 3.º Tanussi Cardoso 1.º Jorge Adolfo 2.º Flávio de Araújo 3.º Silvina Guala                      | Mairiporã, São Paulo · Natal, Rio Grande do Norte · São Paulo, São Paulo · Paraty, Rio de Janeiro · Paraty, Rio de Janeiro · Paraty, Rio de Janeiro · Recife, Pernambuco · Recife, Pernambuco · Rio de Janeiro, Rio de Janeiro · Paraty, Rio de Janeiro · Paraty, Rio de Janeiro · Paraty, Rio de Janeiro           | A rua árida Os homens da torre Ultrassonografia O ninho Tom O toboso Teresa em êxtase Quase um réquiem De fumaça, a palavra Magnitude Madame Archote - o vinho dos tolos Nudez | Conto (Nacional-Exterior) Conto (Nacional-Exterior) Conto (Local) Poesia (Nacional-Exterior) Poesia (Local) |
| 2009. | 1.º Liliana Ribeiro 2.º Luiz Fernando Bolognesi 3.º Sandra Ciccone Ginez 1.º Anneliese Kraus 2.º Piercarlo Sanna 3.º André Luiz Cabral Ribeiro 1.º João Negreiros 2.º Vivaldo Andrade dos Santos 3.º João Ricardo Terra 1.º Marcos Maffei 2.º Gil Jorge 3.º Silvina Guala | Matosinhos, Portugal · São Paulo, São Paulo · São Paulo, São Paulo · Paraty, Rio de Janeiro · Paraty, Rio de Janeiro · Paraty, Rio de Janeiro · Ermesinde, Portugal · Washington D.C., Estados Unidos · São José do Rio Preto, São Paulo · Paraty, Rio de Janeiro · Paraty, Rio de Janeiro · Paraty, Rio de Janeiro | Solstício Na demolição A via Notícias urbanas Quem é você, o filho de Erminia? A promessa [sem título] As botas Do signofruto Diferenças nas praças O Pescador Alerta Verde    | Conto (Nacional-Exterior) Conto (Nacional-Exterior) Conto (Local) Poesia (Nacional-Exterior) Poesia (Local) |